# Mbolom
Mbolom est un village du Cameroun situé dans le département de la Bénoué et la région du Nord. Il fait partie de la commune de Bibémi. Le Plan Communal de Développement de Bibémi présente deux entités formant le village de Mbolom (orthographié aussi Mbollom): Mbolom Ba Wouro (ou Mbolom Ba Ouro) et Mbolom Hassere.   
Coordonnées: longitude 13.71° est, latitude 9.33° nord
Altitude: 220 m

## Population
Selon le Plan Communal de Développement de Bibémi daté de Mai 2014, la localité comptait 1018 habitants. Le nombre d’habitants était de 638 selon le recensement de 2005.